# Dionysios von Chalkedon
Dionysios von Chalkedon (altgriechisch Διονύσιος Dionýsios; * vermutlich im 4. Jahrhundert v. Chr.) war ein antiker griechischer Philosoph aus Chalkedon. Er gehörte zur Schule der Megariker.
Über Leben und Lehre des Dionysios ist sehr wenig bekannt. Wenn der bei Aristoteles genannte Dionysios mit ihm identisch ist, lässt sich vermuten, dass er im 4. Jahrhundert v. Chr. gelebt hat; wenn allerdings die Angabe des Diogenes Laertios stimmt und Theodoros Atheos ein Schüler des Dionysios war, dann wird sein Wirken in das 3. Jahrhundert v. Chr. gefallen sein. Bei Diogenes Laertios und Strabon trägt Dionysios den Beinamen „der Dialektiker.“